# État libre d'Orange
Cet article concerne l'ancien État géographique. Pour la marque de parfum, voir État libre d'Orange (parfumeur).
Pour les articles homonymes, voir Orange et État libre.
1854–1902
1910–1995
Entités précédentes :
- Souveraineté de la rivière Orange
- Colonie de la rivière Orange 
 (1910)

Entités suivantes :
- Colonie de la rivière Orange 
 (1902)
- Province de l'État Libre
(1995)

L'État libre d'Orange (en afrikaans : Oranje-Vrystaat ; en néerlandais : Oranje Vrijstaat) est une ancienne république boer du XIXe siècle, sous souveraineté britannique en Afrique australe pendant la seconde moitié du XIXe siècle, qui a cessé d'exister après sa défaite et sa reddition à l'Empire britannique à la fin de la seconde guerre des Boers en 1902. C'est ensuite l'une des quatre anciennes provinces d'Afrique du Sud durant la période 1910-1995, pour un des trois constituants historiques de l'actuelle province de l'État libre.
S'étendant entre les fleuves Orange et Vaal, ses frontières ont été déterminées par le Royaume-Uni de Grande-Bretagne et d'Irlande en 1848 lorsque la région a été proclamée souveraineté du fleuve Orange, avec un résident britannique basé à Bloemfontein. Bloemfontein et les parties méridionales de la souveraineté avaient été précédemment colonisées par les Griquas et les Trekboers de la colonie du Cap.
La République Voortrekker de Natalia, fondée en 1837, administrait la partie nord du territoire par l'intermédiaire d'un landdrost basé à Winburg. Cette zone septentrionale a ensuite été fédérée avec la République de Potchefstroom, qui a finalement fait partie de la République sud-africaine (Transvaal).
Après l'octroi de la souveraineté à la république du Transvaal, les Britanniques cherchent à abandonner leurs responsabilités défensives et administratives entre les fleuves Orange et Vaal, tandis que les résidents européens locaux souhaitent que les Britanniques restent. Les Britanniques reconnaissent alors l'indépendance de ces territoires sous le nom d'État libre d'Orange le 23 février 1854, avec la signature de la Convention du fleuve Orange. La nouvelle république dispose de la souveraineté sur le fleuve Orange, poursuivant les traditions de la république de Winburg-Potchefstroom.
L'État libre d'Orange est annexé en tant que colonie du fleuve Orange en 1900. Il a cessé d'exister en tant que république boer indépendante le 31 mai 1902 avec la signature du traité de Vereeniging à la fin de la deuxième guerre des Boers. Après une période d'administration directe par les Britanniques, elle est devenue autonome en 1907 et a rejoint l'Union sud-africaine en 1910 en tant que province de l'État libre d'Orange, aux côtés de la province du Cap, du Natal et du Transvaal. En 1961, l'Union sud-africaine est devenue la république d'Afrique du Sud.
Le nom de la République provient en partie du fleuve Orange, baptisé par l'explorateur néerlandais Robert Jacob Gordon en l'honneur de la famille régnante néerlandaise, la maison d'Orange, dont le nom provient lui-même de ses origines partielles dans la principauté d'Orange en Provence (France). La langue officielle de l'État libre d'Orange était le néerlandais.

## Démographie (1875-2020)
En 1875, l'État libre d'Orange a une population d'environ 100 000 habitants, majoritairement de langue sesotho. De faible densité, il a la particularité d'avoir une des plus importantes communautés blanches d'Afrique du Sud. Majoritairement de langue afrikaans, la population blanche représente en effet 46 % de la population totale en 1880. 
Conséquence de la saignée de la seconde guerre des Boers, cette population blanche ne représente plus que 37 % de la population totale en 1904, un chiffre cependant supérieur au pourcentage de blancs au Transvaal (20,67 %) ou au Natal (8 %). En ce qui concerne les villes, les blancs représentent 52 % de la population de Ficksburg, 60 % de celle de Wepener, 60 % de celle de Ladybrand, 51,5 % de celle de Kroonstad, 46 % de celle de Bloemfontein et 36 % de celle de Winburg. 
Au début du XXIe siècle, en raison notamment d'une faible natalité dans la population blanche, celle-ci ne représente plus que 10 % de la population totale, qui est de 2,5 millions d'habitants, presque tous Sothos ou Afrikaners.

## La République boer de l'État libre d'Orange (1854-1902)

### Histoire

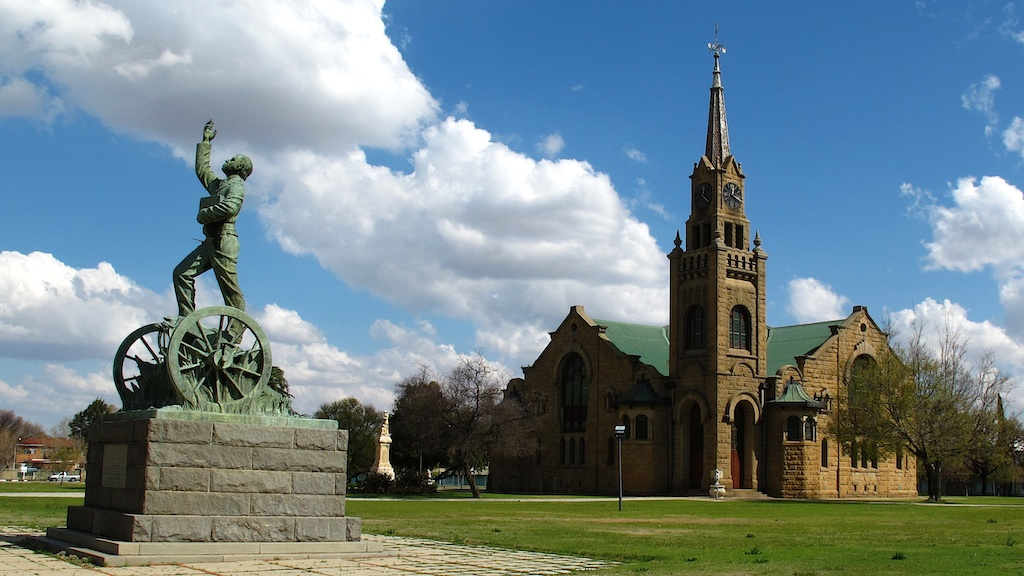
La statue emblématique de la ville de Kroonstad représentant le voortrekker Sarel Cilliers prêtant serment à Dieu avant la bataille de Blood River.

L'État libre d'Orange est fondé au milieu du XIXe siècle par des Boers (colons néerlandais originaires des Provinces-Unies (1581-1795), puis du royaume des Pays-Bas (depuis 1815) partis de la colonie du Cap lors du grand Trek, à partir de 1835.
Les Boers avaient créé deux républiques indépendantes. La première, le Transvaal, avait été reconnue par les Britanniques en 1852 par le traité de Sand River. La seconde, l'État libre d'Orange, était à son tour reconnue en 1854 par la convention de Bloemfontein, avec Bloemfontein comme capitale du nouvel État, à la suite du refus britannique de maintenir son autorité juridique et politique sur les territoires constitués depuis 1847 en souveraineté de la rivière Orange.
Le nom d'« Orange » vient du nom fleuve Orange, lui-même nommé (au XVIIIe siècle) en hommage à la maison d'Orange-Nassau, illustrée notamment par le prince d'Orange Guillaume le Taciturne (1533-1584), fondateur des Provinces-Unies, puis par ses descendants, stathouder de la république des Provinces-Unies jusqu'en 1702 (la maison d'Orange-Nassau est aujourd'hui la maison royale des Pays-Bas).
À sa fondation, l'État libre d'Orange comptait près de 13 000 habitants d'origine boers. État assez homogène, ses habitants s'organisèrent rapidement pour donner une constitution à leur république. Selon celle-ci, le droit de vote était reconnu à tous les habitants blancs de sexe masculin âgés au minimum de 18 ans. Ces derniers élisaient un conseil du peuple et un président.
À la différence du Transvaal, l'État libre d'Orange entretenait des rapports privilégiés avec la colonie du Cap.
Engagée au côté du Transvaal contre les Britanniques durant la seconde guerre des Boers (1899-1902), elle est annexée par les Britanniques dès 1900, après la prise de Bloemfontein. Cette annexion n'est acceptée formellement par les autorités boers qu'à la suite du traité de Vereeniging.

### Liste des présidents
- 1854-1855 : Josias Hoffman

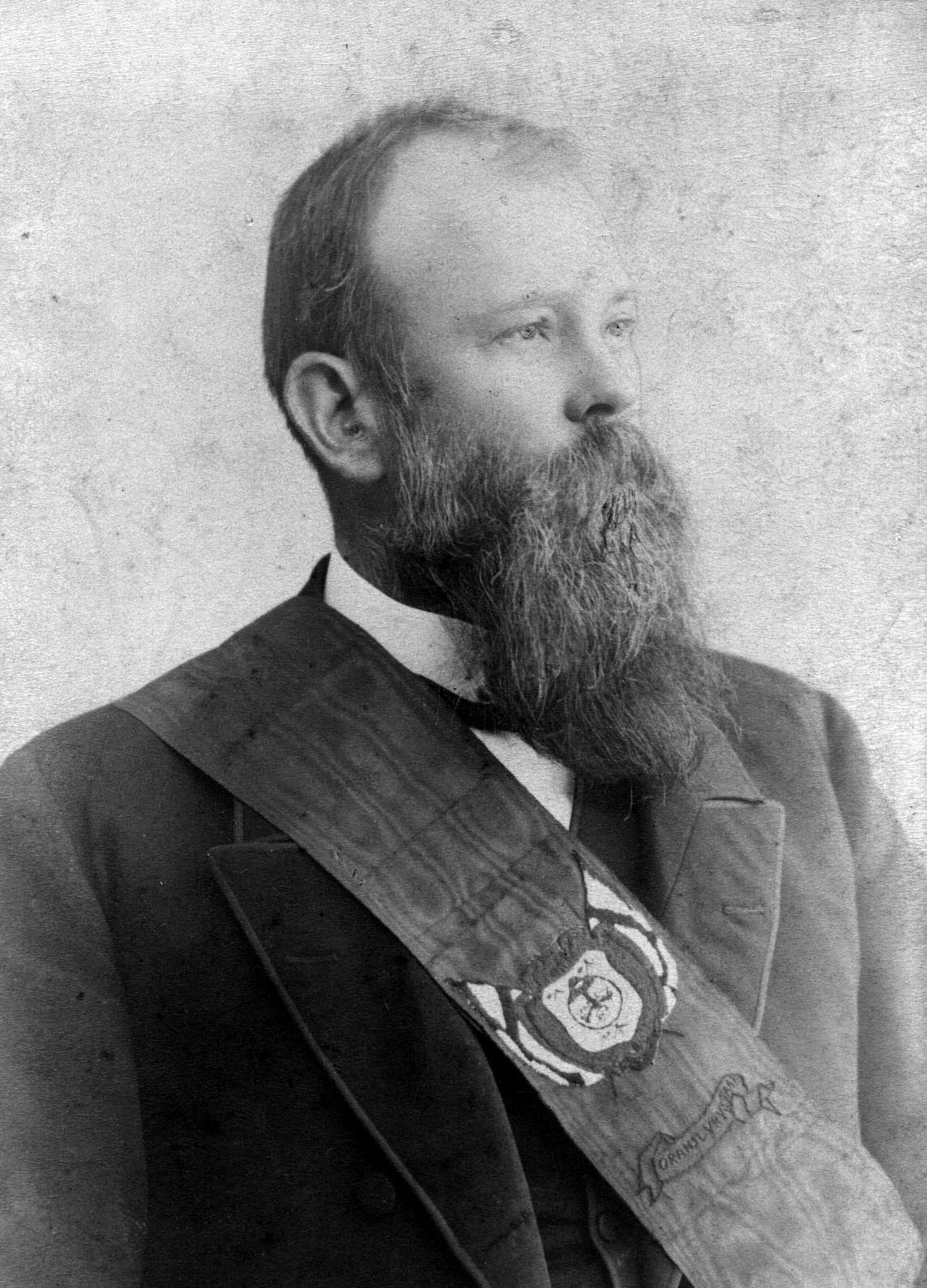
Francis William Reitz (1844-1934), président de l'État libre d'Orange de 1889 à 1895.

- 1855-1859 : Jacobus Nicolaas Boshof
- 1859-1863 : Marthinus Wessel Pretorius (préside également le Transvaal de 1857 à 1871)
- 1864-1888 : Johannes Henricus Brand
- 1889-1895 : Francis William Reitz
- 1896-1902 : Marthinus Theunis Steyn
- 29 mai - 31 mai 1902 : Christiaan de Wet, président intérimaire jusqu'à la signature du traité de Vereeniging

## La colonie britannique de la rivière Orange (1902-1910)

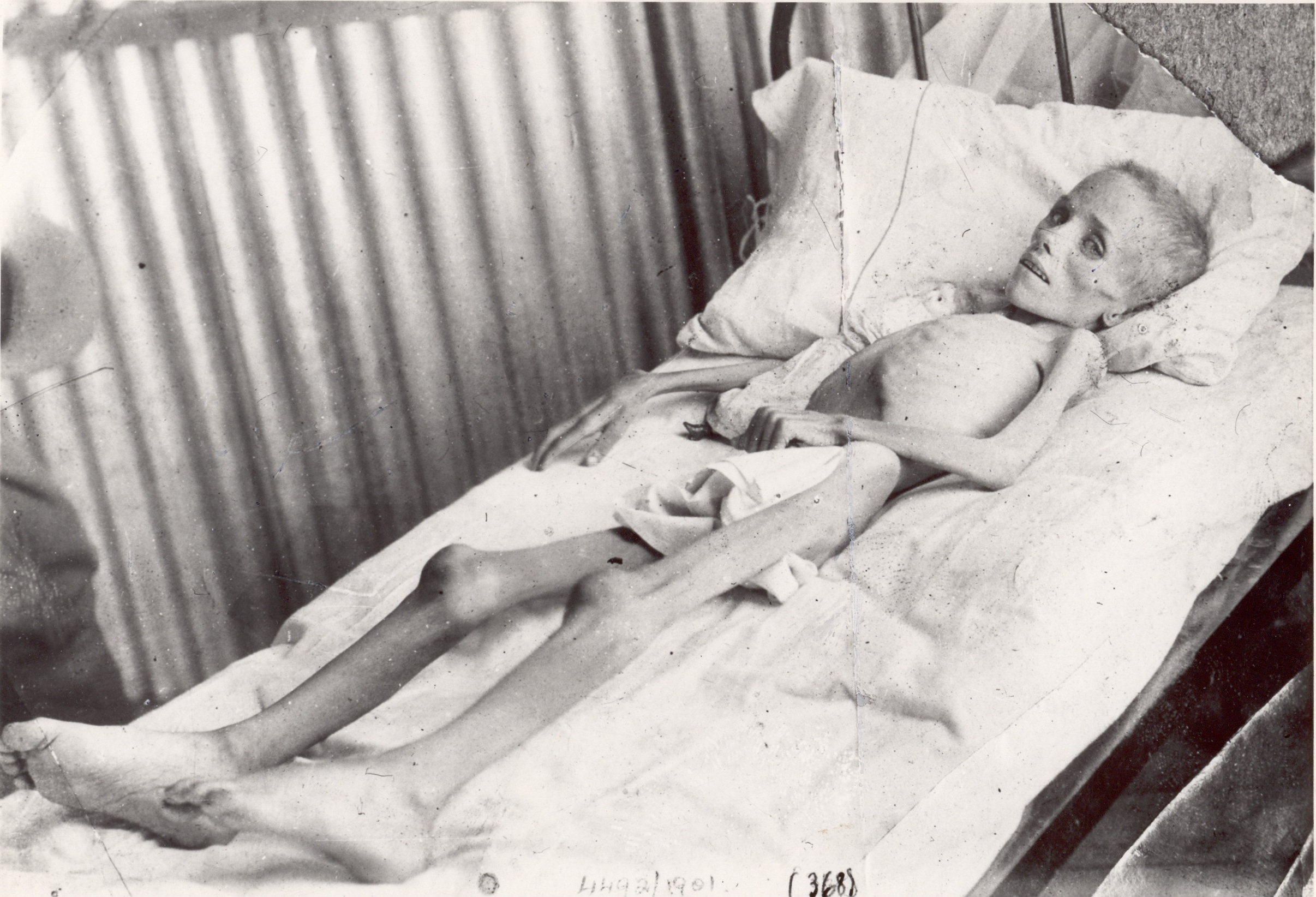
Lizzie van Zyl, enfant boer internée et morte dans le camp de concentration de Bloemfontein

Le 28 mai 1900, Bloemfontein tombait aux mains des Britanniques et le 6 octobre suivant, l'État libre d'Orange était officiellement annexé à la couronne britannique sous le nom de colonie de la rivière Orange (Orange River Colony).
Le 4 janvier 1901, Alfred Milner devenait le gouverneur de la nouvelle colonie. À cette époque, c'est à Bloemfontein qu'est situé l'un des plus grands camps de concentration du pays où sont internés plusieurs milliers de civils, femmes et enfants boers. L'infirmière et militante progressiste britannique, Emily Hobhouse, choquée par les conditions de vie de ces derniers, notamment par leur état physique, l'insalubrité et par les ravages causés par les bronchites, pneumonies, dysenteries et typhoïde, mènera une campagne active à son retour en Angleterre pour faire cesser les conditions effroyables dans lesquels vivaient les prisonniers des camps.
En 1902, la guerre des Boers prenait fin et l'État libre d'Orange devenait une colonie britannique.
En 1904, les revendications boers pour obtenir un véritable gouvernement autonome conformément au traité de Vereeniging montaient au sein de la population. Un nouveau parti politique pour promouvoir cette idée fut formé sous le nom de « Oranje Unie party ».
En 1905, lord Selborne devint le nouveau gouverneur et se montra plus ouverts aux revendications boers.
Le 27 novembre 1907, la colonie de la rivière Orange obtenait son premier gouvernement avec l'élection au poste de premier ministre d'Abraham Fischer.

## La province sud-africaine de l'État libre d'Orange (1910-1994)

### Histoire
En 1910, lors de la formation du dominion, la colonie de l'Orange devient une des quatre provinces d'Afrique du Sud. Bloemfontein obtient alors le statut de capitale judiciaire du pays[pas clair]. 
La province n'a plus de gouvernement autonome, mais seulement un administrateur nommé par le gouvernement central. Jusqu'en 1994, cette province est un fief du nationalisme et du conservatisme[réf. nécessaire].

### Résultats des élections au conseil provincial (1935-1981)
| Élection | parti national | parti uni | Total (sièges) |
| -------- | -------------- | --------- | -------------- |
| 1935     | 6              | 19        | 25             |
| 1943     | 21             | 4         | 25             |
| 1949     | 24             | 1         | 25             |
| 1954     | 25             | -         | 25             |
| 1959     | 25             | -         | 25             |
| 1965     | 25             | -         | 25             |
| 1970     | 25             | -         | 25             |
| 1974     | 28             | -         | 28             |
| 1977     | 28             | -         | 28             |
| 1981     | 28             | -         | 28             |

## L'État libre (depuis 1995)

Drapeau OVS de 1854 à 1904

Drapeau de la colonie de la rivière Orange

Le découpage administratif de 1994 laisse la province la province d'Orange intacte. En 1995, le nom officiel de la province est abrégé en « État libre » (Free State).
En 2001, sa capitale, Bloemfontein, est intégrée dans la municipalité de Mangaung.
Aux premières élections multiraciales, l'ANC obtient une large victoire. Elle reste aujourd'hui dominée politiquement par l'ANC, que ce soit pour les élections locales, provinciales ou nationales.

## Drapeau
Le drapeau de l'État libre d'Orange, officiellement utilisé de 1854 à 1902, est inspiré du drapeau néerlandais.
En 1902, lorsque l'État libre d'Orange devient la colonie (britannique) de la rivière Orange, le drapeau de 1854 est remplacé par un drapeau britannique, jusqu'à la formation de l'union d'Afrique du Sud en 1910.
De 1927 à 1994, le drapeau de l'État libre est inséré au centre du drapeau sud-africain.